# Pörgöl-barlang
Pörgöl-barlang vagy Száraz-Gerencei-barlang a Száraz-Gerence völgy oldalában található, völgy aljától mint egy 50 méterre. Az aszfaltozott erdészeti útról a sárga Ω jelzésen érjük el a barlangot. A barlang hossza kb 25 méter. 14 fajta védett denevérfaj élőhelye. A barlangot már az ősemberek is használták ezt régészeti feltárások bizonyítják.

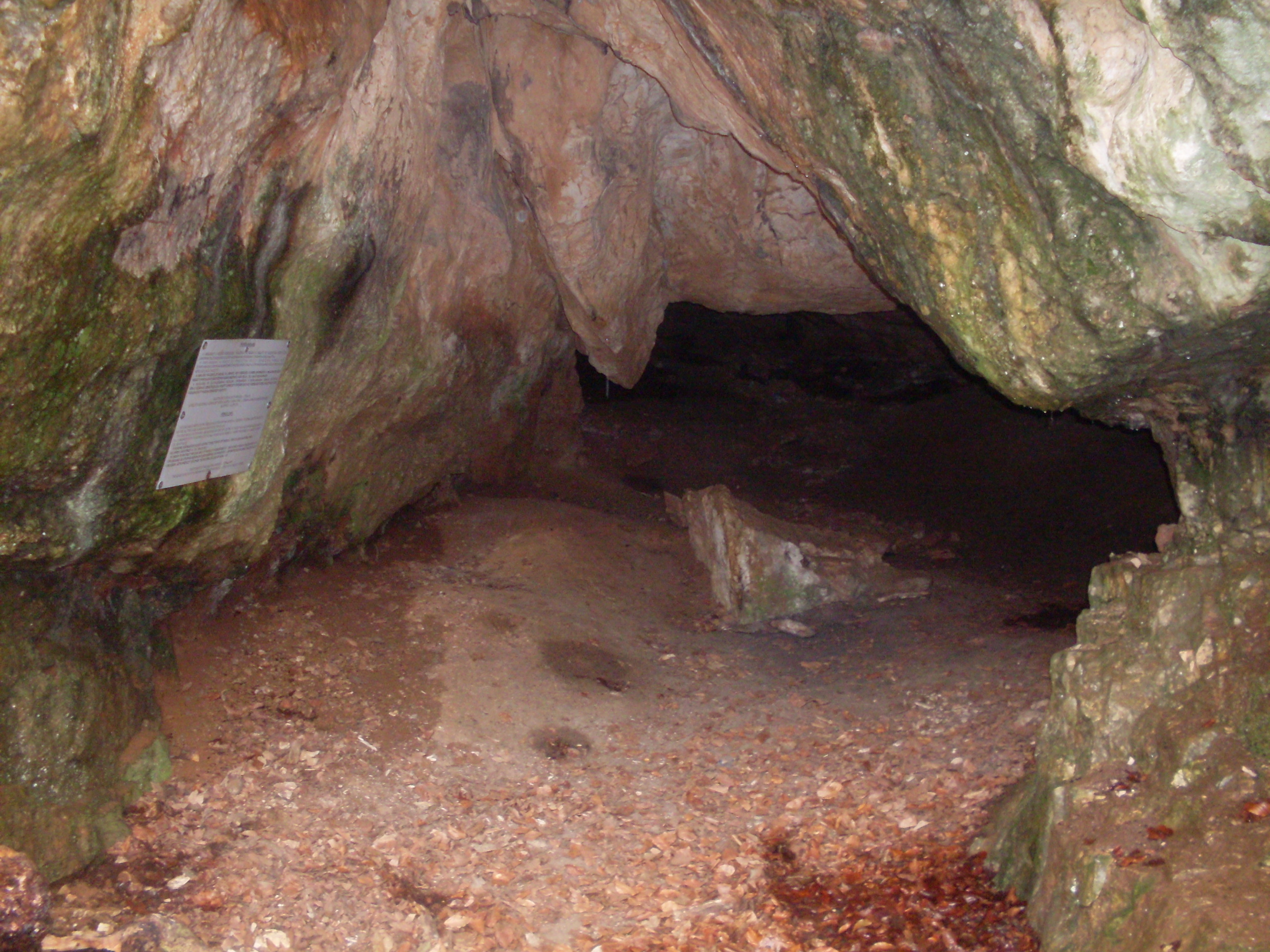

## Szabadidő
Itt vezet el a Dornyay Béla Emlékút (sárga sáv) Szépalmapuszta–Bakonybél szakasza. Az Öreg-Bakony Bakancsosa és a Magas-Bakony turistája túramozgalmak igazolópontja.

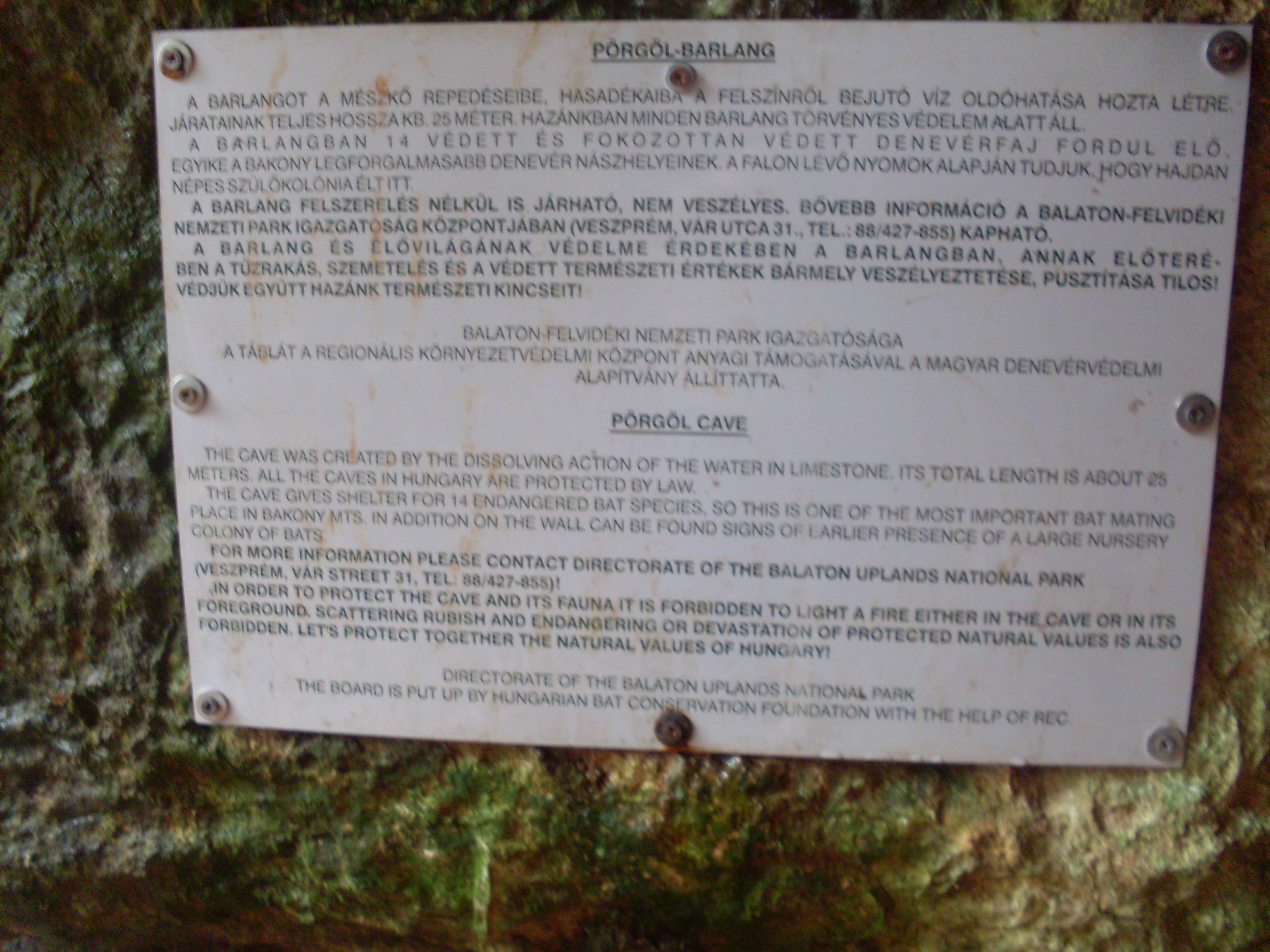

## Megközelítése
A Dornyay Béla Emlékút sárga sáv jelzésén majd a sárga Ω -jelzésen Bakonybéltől, 3,5 km-re.

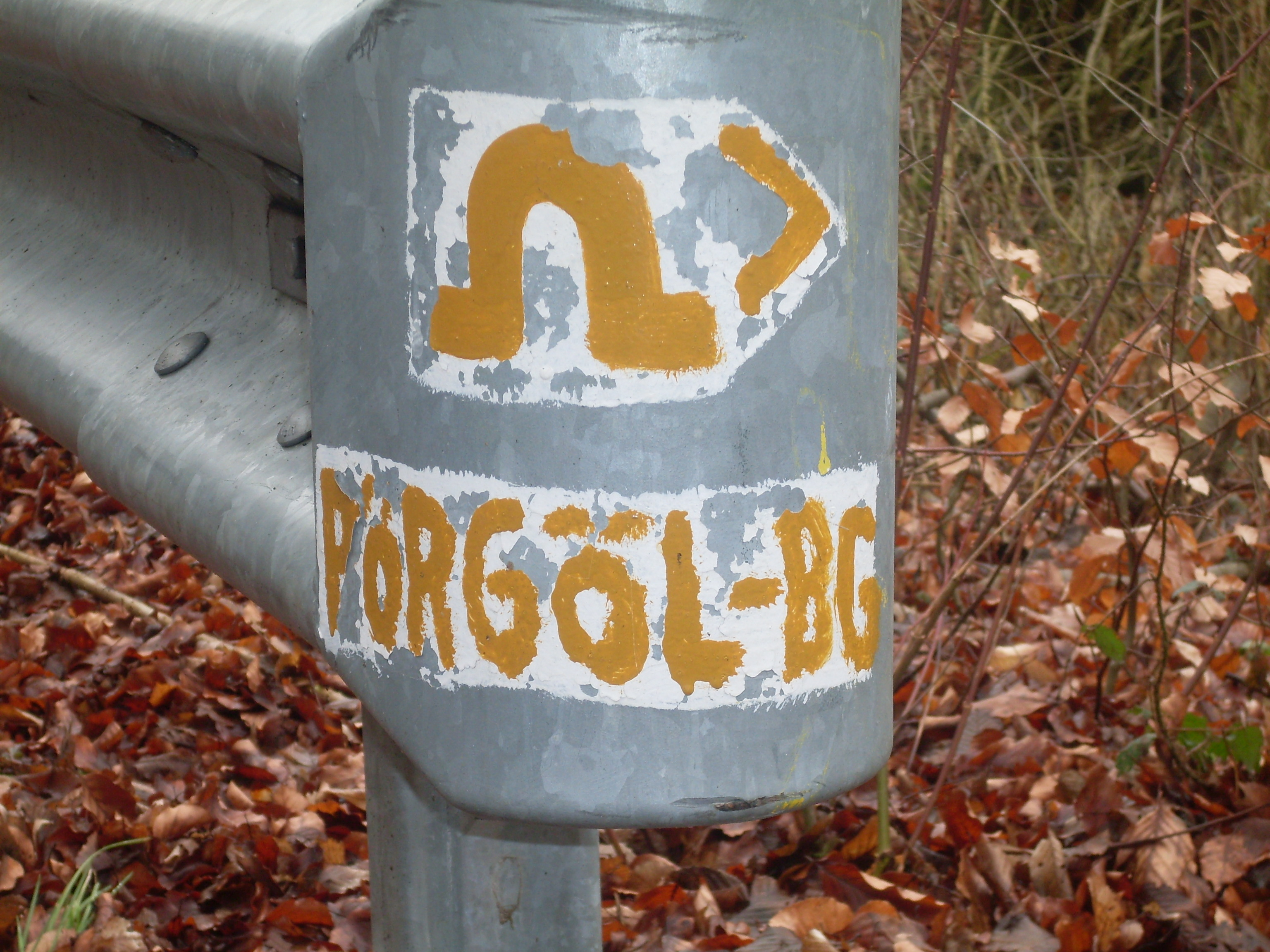

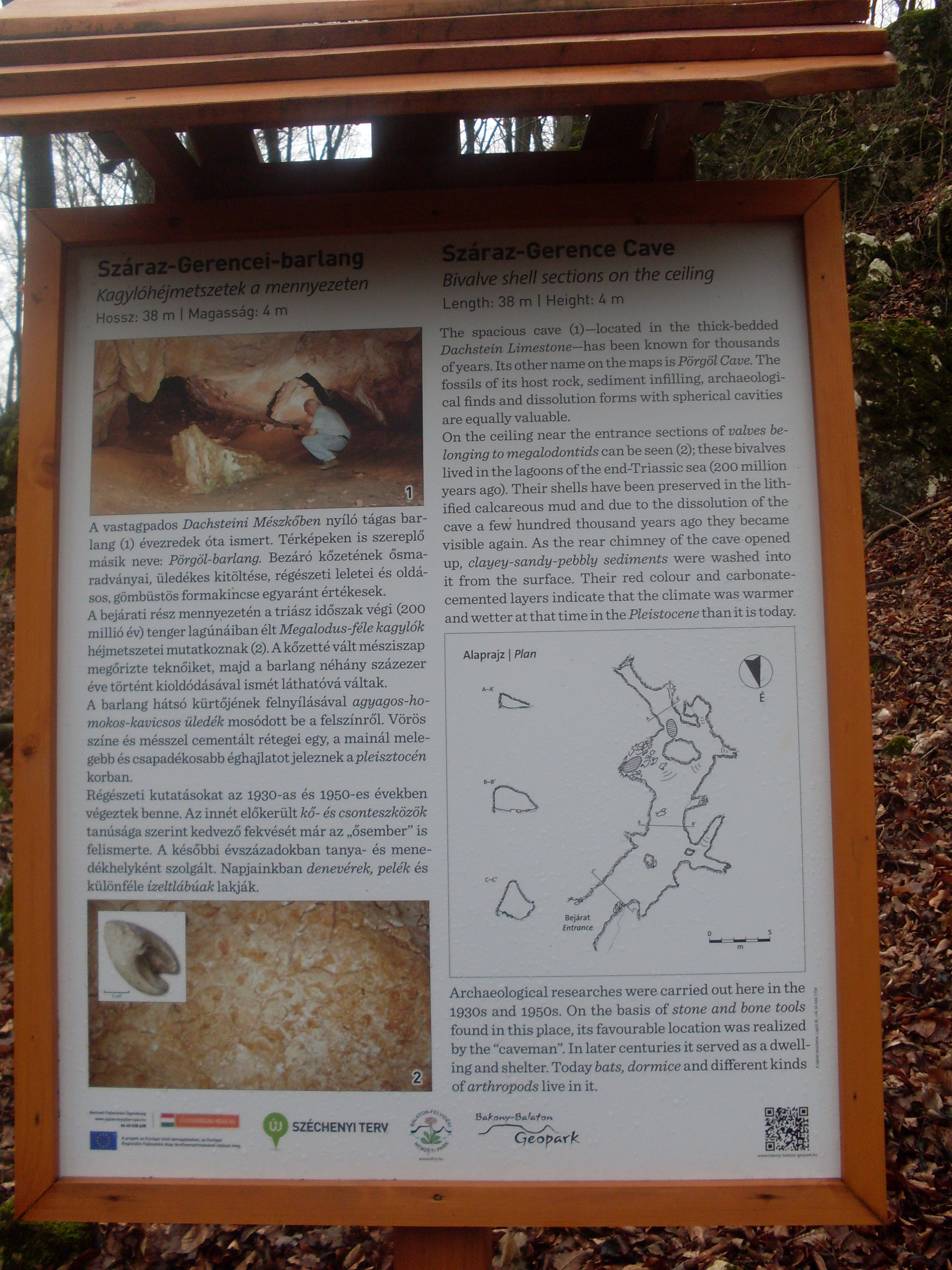

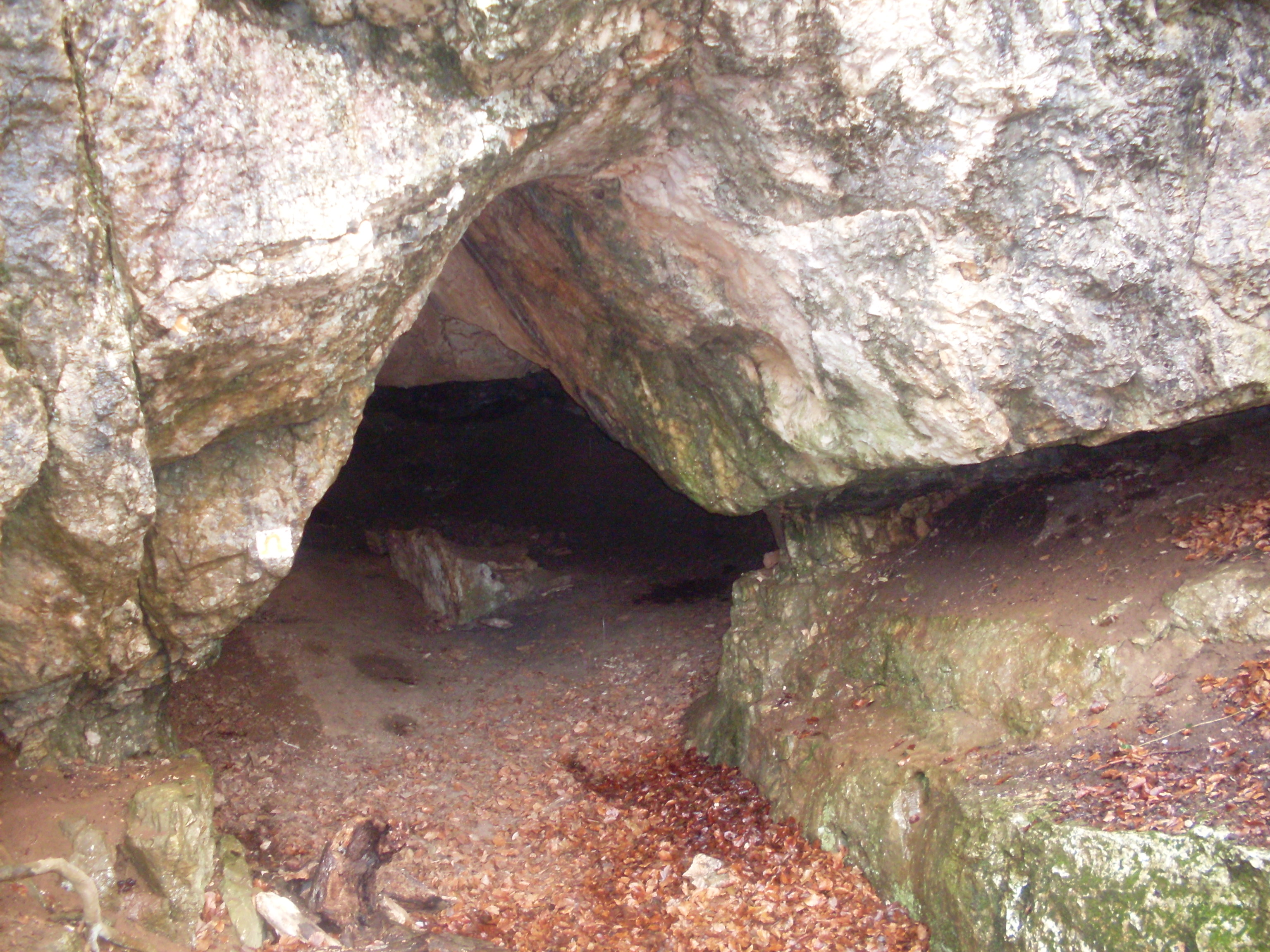